# Cremnocephalus
Cremnocephalus is een geslacht van wantsen uit de familie blindwantsen. Het geslacht werd voor het eerst wetenschappelijk beschreven door Fieber in 1860.

## Soorten
Het genus bevat de volgende soorten:

- Cremnocephalus albolineatus Reuter, 1875
- Cremnocephalus alpestris Wagner, 1941
- Cremnocephalus calabricus Magnien, 2000
- Cremnocephalus kariae Rieger, 1983
- Cremnocephalus matocqi Magnien, 2000